# The International 2016
The International 2016 (TI6) var den sjätte upplagan av The International. Turneringen tog plats i KeyArena, Seattle, och hade den största prispotten någonsin fram till The International 2017. Turneringen arrangerades av Valve och ägde rum mellan den 2-13 augusti 2016.
Segrare i turneringen var kinesiska Wings Gaming som lyckades vinna över amerikanska Digital Chaos.

## Lag
| Inbjudna - OG - Team Liquid - Newbee - LGD Gaming - MVP Phoenix - Natus Vincere | Kvalvinnare - Evil Geniuses - Wings Gaming - Team Secret - TNC Pro Team - Digital Chaos - Vici Gaming Reborn - Alliance - Fnatic | Wild card - EHOME - Escape Gaming |

## Resultat
| Plats | Lag                              | Prispengar |
| 1     | Wings Gaming                     | $9,139,002 |
| 2     | Digital Chaos                    | $3,424,126 |
| 3     | Evil Geniuses                    | $2,180,898 |
| 4     | Fnatic                           | $1,453,932 |
| 5-6   | EHOME                            | $934,761   |
| 5-6   | MVP Phoenix                      | $934,761   |
| 7-8   | TNC Pro Team                     | $519,262   |
| 7-8   | Team Liquid                      | $519,262   |
| 9-12  | OG & LGD Gaming                  | $311,557   |
| 9-12  | Alliance & Newbee                | $311,557   |
| 13-16 | Vici Gaming Reborn & Team Secret | $103,852   |
| 13-16 | Escape Gaming & Natus Vincere    | $103,852   |